# Torre de la Corda (Oropesa)

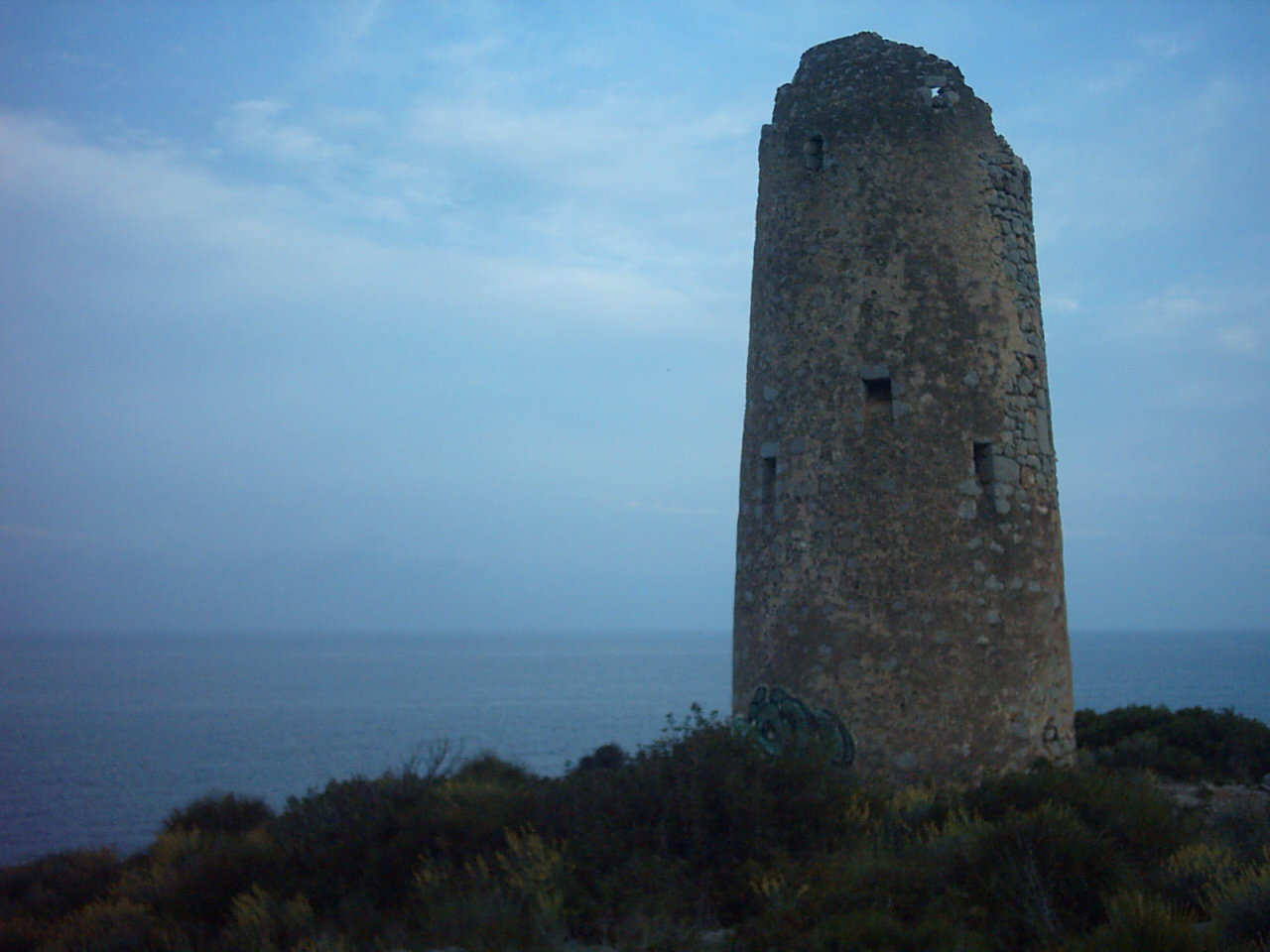
Torre de la Corda

La Torre de la Corda, que aparece en documentos como Torre del barranco de la Mujer, Torre del Barranco o Torre de la Renegà, en el término municipal de Oropesa (Plana Alta, Comunidad Valenciana), es una torre de vigilancia a una altura sobre el nivel del mar de 20 metros y 50 metros hacia el interior.

## Historia
El segundo Duque de Maqueda nombra a Joan Bernardí de Cervelló, encargado de las obras. Iniciada la construcción a finales de 1553, y dirigida por el maestro de obras Joan de Barea, finaliza su edificación a principio de febrero de 1554.

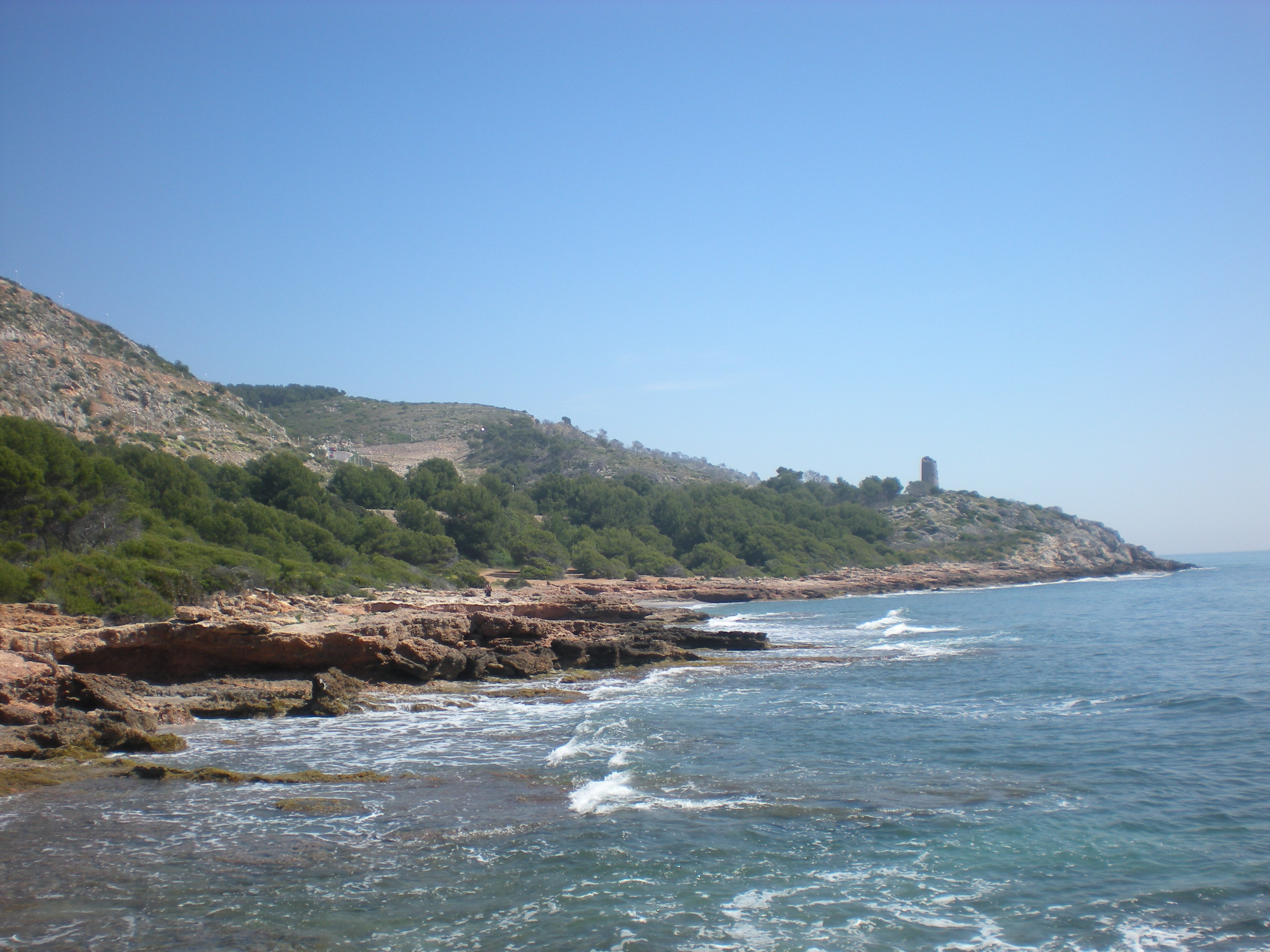
Torre de la Cuerda desde la playa de la Renegà

En las Ordinacions sobre protección y custodia del litoral valenciano del segundo Duque de Maqueda, de 1554, y de Vespasiano Gonzaga, de 1575, aparece mencionada.
Durante enero y febrero de 2011 se ha llevado a cabo la restauración de la torre, con la instalación de una escalera metálica para llegar a la puerta de acceso.
La Torre se encuentra bajo la protección genérica de la Disposición Adicional Segunda de la Ley 5/2007, de 9 de febrero, de la Generalidad Valenciana, del Patrimonio Cultural Valenciano, donde se califica como Bien de Interés Cultural. Y su entorno queda protegido mediante la Orden 14/2010, de 15 de abril, de la Consejería de Cultura y Deporte, donde se establece la preservación del paisaje y los usos incompatibles en un radio de 200 metros con centro en el monumento.

## Arquitectura
Tiene planta circular de perfil ligeramente troncocònic, teniendo el acceso por una puerta en altura, a unos 6 metros, en la cara que da al mar, a la cual se accedía por una escalera de cuerda. Cercando la torre hay 9 aspilleras que permiten fácilmente defenderla. Construida con masonería de piedra y mortero de cal en un emplazamiento difícilmente accesible desde el mar y con una muy buena visibilidad.